# Macrurosaurus
Macrurosaurus is een geslacht van plantenetende sauropode dinosauriërs, behorend tot de groep van de Titanosauriformes, dat tijdens het vroege Krijt leefde in het gebied van het huidige Engeland. De enige bekende soort is Macrurosaurus semnus.

## Naamgeving en vondst
Het geslacht Macrurosaurus is in 1869 benoemd door Harry Govier Seeley, zij het zonder beschrijving zodat het voorlopig een nomen nudum bleef. De geslachtsnaam is afgeleid van het Klassiek Griekse makros, "groot", en oura, "staart". De soort is pas door Seeley beschreven in 1876. De soortaanduiding is een gelatiniseerd Grieks semnos, "indrukwekkend" of "statig". Macrurosaurus was de eerste dinosauriër die Seeley benoemde.
Het holotype, SM B55630, bestaat uit een reeks van 25 staartwervels in 1864 door het Woodwardian Museum verworven van William Farren die ze had laten opgraven bij Coldham Common, nabij Barnwell in een laag van de Cambridge Greensand die misschien dateert uit het late Albien en die ouder, secundair gedeponeerd, botmateriaal bevat dat wellicht uit het Barremien stamt, 130 miljoen jaar geleden. Hetzelfde jaar verkreeg het museum een reeks van vijftien kleinere wervels door dominee William Stokes-Shaw iets westelijker opgegraven nabij Barton. Seeley combineerde de wervels alsof ze tot dezelfde soort toebehoorden wat de lange staart oplevert waarnaar de geslachtsnaam verwijst.
De soort is in 1911 door Alfred von Zittel gelijkgesteld aan Acanthopholis en later door Friedrich von Huene aan Titanosaurus lydekkeri maar dat heeft geen navolging gevonden. Acanthopholis platypus is een tijd door Seeley zelf en later door andere auteurs, als een jonger synoniem van Macrurosaurus semnus gezien met een toewijzing van de vijf middenvoetsbeenderen waarop A. platypus gebaseerd is aan deze laatste soort, doch ook dit wordt tegenwoordig algemeen afgewezen, evenals Von Huene's hernoeming in 1956 van A. platypus in een Macrurosaurus platypus. Von Huene stelde in 1929 dat Macrurosaurus in het late Krijt van Zuid-Amerika te vinden was wegens een gelijkende wervel uit Patagonië maar die identificatie is dubieus.

## Beschrijving
De wervels, waarvan Seeley schatte dat er in totaal vijftig aanwezig waren, wijzen op een dier van ongeveer tien à twaalf meter lengte. De voorste wervels zijn licht procoel: van voren hol en van achteren bol. De achterste zijn amficoel: aan beide zijden hol. Deze combinatie van eigenschappen kan echter een gevolg zijn van de samenvoeging van de twee staartreeksen waarvan het niet zeker is of ze van dezelfde vorm afkomstig zijn.

## Fylogenie
Seeley wist het dier oorspronkelijk niet nader te bepalen dan een algemeen Dinosauria. Pas in 1888 stelde Richard Lydekker dat het tot de Sauropoda behoorde. Von Huene wees de soort in 1909 toe aan de Omosauridae maar in 1928 aan de Titanosauridae wat lange tijd een gebruikelijke indeling zou blijven tot begin eenentwintigste eeuw begrepen werd dat de resten geen verdere determinering toestaan dan een ruimer Titanosauriformes. Macrurosaurus wordt tegenwoordig als een nomen dubium gezien.